# Datorkommunikation
Datorkommunikation behandlar nätverksprotokoll, tillämpningar och arkitekturer i datornätverk. Datorkommunikation spänner över ett antal områden, såsom kommunikationsprotokoll, kablar och kontakter (för optisk eller elektrisk överföring), trådlösa nätverk via radio eller infrarött ljus (IR), mobilnät, sensornätverk, P2P-nätverk, distribuerade system, realtidskommunikation, telekommunikation, köteori och kryptologi.
Som karta för området används ofta OSI-modellen eller TCP/IP-modellen.
Ämnet datakommunikation  är starkt överlappande, men innefattar även andra former av digital telekommunikation, exempelvis digital telefoni och digital-TV. I läroböcker och kurser om datakommunikation läggs i allmänhet inte samma fokus vid applikationsutveckling och distribuerade system.
Digital datatransmission behandlar fysiska lagret och datalänklagret, och lägger fokus vid informationsteori inklusive modulationsteori, kanalkodning och källkodning.